# Policia Muntada del Canadà

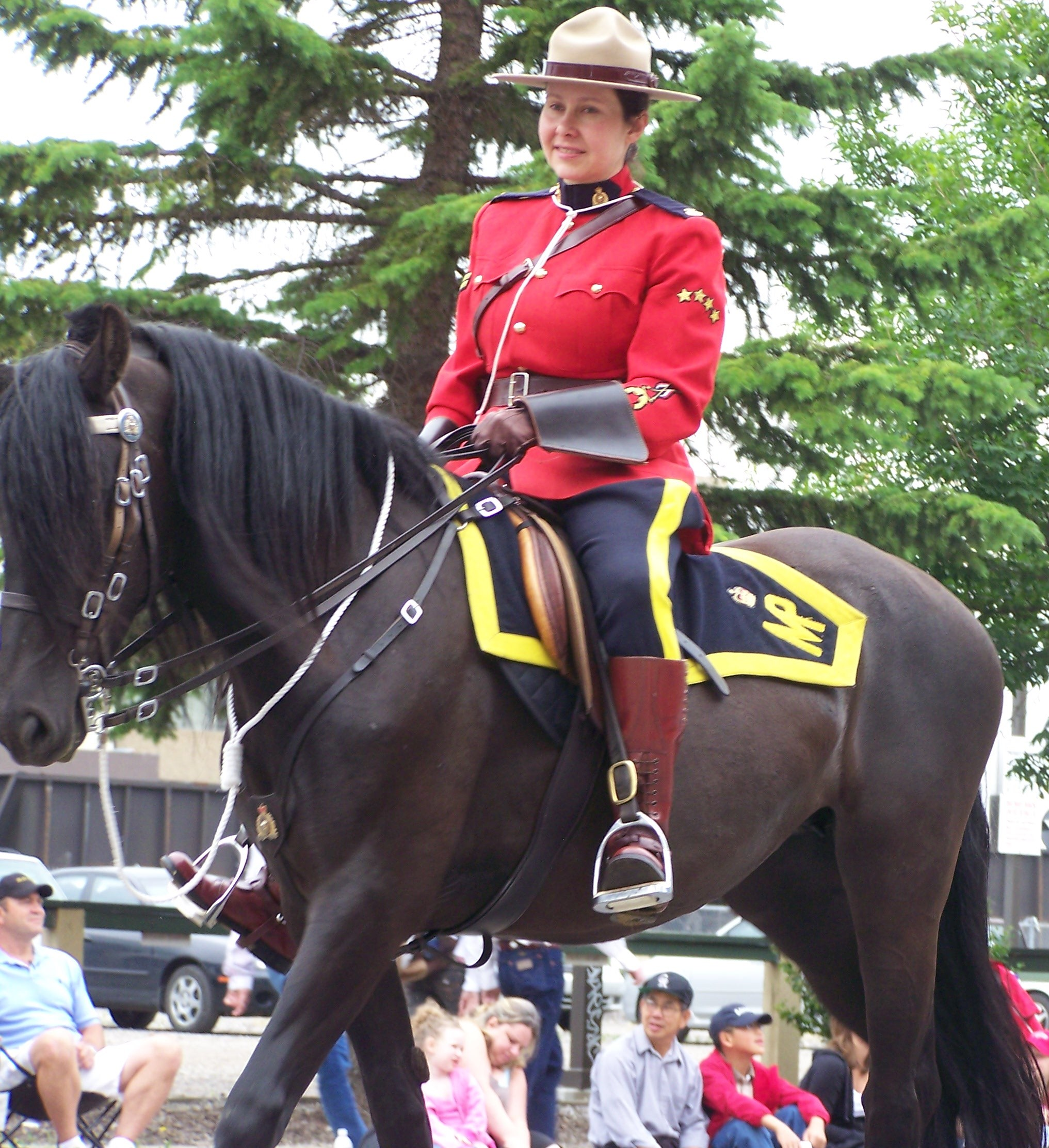
Un membre de la RCMP

La Reial Policia Muntada del Canadà (Royal Canadian Mounted Police RCMP, col·loquialment: The Mounties i internament:The Force, en anglès i Gendarmerie royale du Canada GRC en francès) és la policia federal i nacional del Canadà. És un símbol del Canadà.
És l'únic cos de policia al món que és a la vegada policia nacional, federal, provincial i municipal, però no és la policia provincial o municipal a Ontario i Quebec. La Policia Muntada procura el compliment de les lleis i moltes altres funcions com la de la protecció del Primer Ministre del govern del Canadà, dels dignataris visitants i de les missions diplomàtiques, perseguir el frau, la falsificació, el terrorisme. Assegurar la seguretat nacional i els serveis de policia internacional. Fins que el 1984 es va crear el Canadian security intelligence service era responsable de les activitats d'intel·ligència i contraespionatge.

## Història
Aquest cos de policia va ser fundat el 1920 per la fusió de la Royal Northwest Mounted Police (RNWMP, fundada el 1873) amb el Dominion Police (fundat el 1868). Va obtenir el prefix de "Reial" pel rei Eduard VII del Regne Unit el 1904. El seu uniforme particular vermell (Red Serge) també data d'aquesta data el seu nom i sigles en anglès i francès són marques registrades.